# Вучић (насеље)
Вучић је насеље у Србији у општини Рача у Шумадијском округу. Према попису из 2022. има 746 становника (према попису из 2011. било је 836 становника).

## Географија
Територија села Вучић налази се у централном делу Србије. Смештена је у источном пределу Шумадије и налази се у источном делу територије општине Рача. Смештена је на обе стране Вучићког потоке, притоке реке Раче. Река Рача пролази североисточном страном сеоског атара.
Вучић се на северу граничи са Рачом, на истоку Трском, на југу са Сипићем и западу Мирашевцем. Атар села је 1016 хектара. Налази се на 180 метара надморске висине, око 5 км јужно од Раче, 30 км северно од Крагујевца и око 120 км јужно од Београда. Налази се на обе стране пута Рача – Црни Као – Баточина.

## Историја
По легенди селу су име дали Рачани још пре његовог оснивања, јер је на месту насеља овде била густа шума у којој је било много вукова, па су из тог разлога назвали Вучић. Много је извесније да је назив дат по неком Вучићу који се први доселио, међутим о томе нема података. Село је највероватније основано 1806. године. Вучић се први пут помиње тек 1879. године, пошто су те године објављени резултати пописа од 31. децембра 1874. године и у њему је поменут и Вучић. Досељеници су дошли из 5 области, а највише из Старе Србије.
Према попису становништва 1903. године Вучић је имао 1001 становника, а седам година касније 1103 становника. Након Првог светског рата Вучић је бројао 1044. становника, а тај пад може се приписати великом страдању Срба у рату. Након Другог светког рата број становника у пописима је варирао, док је на последња три приметан пад у броју становника.
У Вучићу постоји четворогодишња основна школа „Карађорђе", које је истурено матично одељење школе у Рачи. Школу похађа око 25 ученика, због малог броја деце вртић је укинут. Село има цркву, а сеоска заветина су Младенци.

## Пољопривреда
Пољопривреда је водећа привредна грана по обиму производње као и по запослености локалног становништва. Највише се гаје кукуруз и пшеница.
Сточарство је најзначајнија грана производње у пољопривреди у Вучићу и свим околним селима у Шумадији и Поморављу. Сточарство је најтраженији део пољопривреде, јер њени производи (месо, маст, млеко, јаја) спадају у главне прехрамбене производе становништва. Сељак ситног пољопривредног газдинства у Вучићу је сваштар, гаји више врста стоке. Гаји говеда, свиње, овце, коње и живину.

## Спорт
У Вучићу постоји фудбалски клуб Карађорђе који се тренутно такмичи у Међуопштинској лиги Рача–Баточина–Кнић, шестом такмичарском нивоу српског фудбала. Клуб је основан 1946. године и редован је учесник поменуте лиге.

## Демографија
У насељу Вучић живи 734 пунолетна становника, а просечна старост становништва износи 42,7 година (40,6 код мушкараца и 44,8 код жена). У насељу има 260 домаћинстава, а просечан број чланова по домаћинству је 3,40.
Ово насеље је великим делом насељено Србима (према попису из 2002. године).
|             | \| Демографија[8] \| Демографија[8] \| Демографија[8] \| \| Година \| Становника \| Становника \| \| -------------- \| -------------- \| -------------- \| \| 1948. \| 1.124 \| \| \| 1953. \| 1.160 \| \| \| 1961. \| 1.060 \| \| \| 1971. \| 985 \| \| \| 1981. \| 1.033 \| \| \| 1991. \| 1.030 \| 967 \| \| 2002. \| 887 \| 962 \| \| 2011. \| 836 \| \| \| 2022. \| 746 \| \| |            |
| Демографија | |            |
| Година      | Становника | Становника |
| 1948.       | 1.124 |            |
| 1953.       | 1.160 |            |
| 1961.       | 1.060 |            |
| 1971.       | 985 |            |
| 1981.       | 1.033 |            |
| 1991.       | 1.030 | 967        |
| 2002.       | 887 | 962        |
| 2011.       | 836 |            |
| 2022.       | 746 |            |

| Етнички састав према попису из 2002.‍ | Етнички састав према попису из 2002.‍ | Етнички састав према попису из 2002.‍ | Етнички састав према попису из 2002.‍ | Етнички састав према попису из 2002.‍ |
| ------------------------------------ | ------------------------------------ | ------------------------------------ | ------------------------------------ | ------------------------------------ |
|                                      |                                      |                                      |                                      |                                      |
| Срби                                 | Срби                                 |                                      | 880                                  | 99,21%                               |
| Црногорци                            | Црногорци                            |                                      | 4                                    | 0,45%                                |
| Румуни                               | Румуни                               |                                      | 2                                    | 0,22%                                |
| непознато                            | непознато                            |                                      | 1                                    | 0,11%                                |

| Година пописа     | 1948. | 1953. | 1961. | 1971. | 1981. | 1991. | 2002. |
| ----------------- | ----- | ----- | ----- | ----- | ----- | ----- | ----- |
| Број домаћинстава | 236   | 239   | 252   | 251   | 255   | 251   | 260   |

| Број чланова      | 1  | 2  | 3  | 4  | 5  | 6  | 7  | 8 | 9 | 10 и више | Просек |
| ----------------- | -- | -- | -- | -- | -- | -- | -- | - | - | --------- | ------ |
| Број домаћинстава | 51 | 48 | 45 | 40 | 34 | 28 | 12 | 0 | 0 | 2         | 3,40   |

| Пол    | Укупно | Неожењен/Неудата | Ожењен/Удата | Удовац/Удовица | Разведен/Разведена | Непознато |
| ------ | ------ | ---------------- | ------------ | -------------- | ------------------ | --------- |
| Мушки  | 372    | 103              | 240          | 18             | 10                 | 1         |
| Женски | 388    | 57               | 246          | 73             | 7                  | 5         |
| УКУПНО | 760    | 160              | 486          | 91             | 17                 | 6         |

| Пол    | Укупно                    | Пољопривреда, лов и шумарство | Рибарство                            | Вађење руде и камена | Прерађивачка индустрија       |
| ------ | ------------------------- | ----------------------------- | ------------------------------------ | -------------------- | ----------------------------- |
| Мушки  | 204                       | 99                            | 0                                    | 1                    | 46                            |
| Женски | 132                       | 54                            | 0                                    | 0                    | 44                            |
| УКУПНО | 336                       | 153                           | 0                                    | 1                    | 90                            |
| Пол    | Производња и снабдевање   | Грађевинарство                | Трговина                             | Хотели и ресторани   | Саобраћај, складиштење и везе |
| Мушки  | 4                         | 13                            | 14                                   | 2                    | 3                             |
| Женски | 1                         | 0                             | 8                                    | 6                    | 1                             |
| УКУПНО | 5                         | 13                            | 22                                   | 8                    | 4                             |
| Пол    | Финансијско посредовање   | Некретнине                    | Државна управа и одбрана             | Образовање           | Здравствени и социјални рад   |
| Мушки  | 0                         | 0                             | 8                                    | 5                    | 2                             |
| Женски | 1                         | 0                             | 5                                    | 4                    | 6                             |
| УКУПНО | 1                         | 0                             | 13                                   | 9                    | 8                             |
| Пол    | Остале услужне активности | Приватна домаћинства          | Екстериторијалне организације и тела | Непознато            | Непознато                     |
| Мушки  | 1                         | 0                             | 0                                    | 6                    | 6                             |
| Женски | 1                         | 0                             | 0                                    | 1                    | 1                             |
| УКУПНО | 2                         | 0                             | 0                                    | 7                    | 7                             |